# SL Benfica
Sport Lisboa e Benfica, även kallat SLB och S.L.B., är en portugisisk idrottsklubb från huvudstaden Lissabon som är mest känd för sin fotbollsverksamhet. Klubben bildades 28 februari 1904 och har Estádio da Luz som sin hemmaarena.
Benfica är tillsammans med Porto och Sporting Lissabon de ledande fotbollsklubbarna i Portugal. Klubben har sektioner även inom andra sporter. Bland annat har den en handbollssektion.

## Historia
Benfica grundades 28 februari 1904 av 24 män. 1933 var Benfica med vid starten av den portugisiska ligan och är tillsammans med Sporting och FC Porto den enda klubben som alltid spelat i högstadivisionen (Primeira Divisão). I januari 1905 spelade Benfica sin första match.
1930 blev man för första gången portugisiska mästare och försvarade titeln året därpå.
1954 flyttade Benfica till Estádio da Luz.
Under början av 1960-talet hade klubben ett av Europas bästa lag under tränaren Béla Guttmann. 1961 bröt man Real Madrids dominans när man tog hem Europacupen för mästarlag. 1962 vann man återigen mästarcupen. Under 1960-talet nådde man ytterligare tre finaler (1963, 1965, 1968) men förlorade alla tre. Den stora stjärnan var anfallaren Eusébio.
Sven-Göran Eriksson ledde Benfica till ligasegrar 1983 och 1984. I europaspelet nådde klubben final i Uefacupen 1983 mot Anderlecht. En storsatsning i slutet av 1980-talet ledde laget till final i Europacupen för mästarlag 1988 och 1990 men man förlorade både mot PSV Eindhoven och AC Milan.
Under 1990-talet tappade man sin position. Klubbens tidigare storsatsningar hade lett till ekonomiska problem. Under 2000-talet har man delvis kommit tillbaka. 2006 nådde man kvartsfinal i Champions League.

## Meriter
- Europacupen för mästarlag: 1961 och 1962
- Ligamästare: 38 gånger, senaste gången 2023
- Portugisiska cupen 28 gånger, senaste gången 2014
- Portugisiska ligacupen 7 gånger, senaste gången 2016
- Portugisiska supercupen 6 gånger, senaste gången 2016

## Placering tidigare säsonger
| Säsong    | Nivå | Liga          | Placering | Referens | Notering |
| --------- | ---- | ------------- | --------- | -------- | -------- |
| 2010/2011 | 1    | Primeira Liga | 2         | [ 2 ]    |          |
| 2011/2012 | 1    | Primeira Liga | 2         | [ 3 ]    |          |
| 2012/2013 | 1    | Primeira Liga | 2         | [ 4 ]    |          |
| 2013/2014 | 1    | Primeira Liga | 1         | [ 5 ]    |          |
| 2014/2015 | 1    | Primeira Liga | 1         | [ 6 ]    |          |
| 2015/2016 | 1    | Primeira Liga | 1         | [ 7 ]    |          |
| 2016/2017 | 1    | Primeira Liga | 1         | [ 8 ]    |          |
| 2017/2018 | 1    | Primeira Liga | 2         | [ 9 ]    |          |
| 2018/2019 | 1    | Primeira Liga | 1         | [ 10 ]   |          |
| 2019/2020 | 1    | Primeira Liga | 2         | [ 11 ]   |          |
| 2020/2021 | 1    | Primeira Liga | 3         | [ 12 ]   |          |
| 2021/2022 | 1    | Primeira Liga | 3         | [ 13 ]   |          |
| 2022/2023 | 1    | Primeira Liga | 1         | [ 14 ]   |          |

## Spelare

### Spelartrupp
| Nummer      | Land      | Spelare              | Födelsedatum      | Kom från                  | Högsta nivån spelaren representerat sitt land på |           |
| Målvakter   | Målvakter | Målvakter            | Målvakter         | Målvakter                 | Målvakter                                        | Målvakter |
| ----------- | --------- | -------------------- | ----------------- | ------------------------- | ------------------------------------------------ | --------- |
| 1           | Belgien   | Mile Svilar          | 27 augusti 1999   | Anderlecht (-17)          | U21-landslag                                     |           |
| 72          | Ryssland  | Ivan Zlobin          | 7 mars 1997       | Leiria (-16)              | U18-landslag                                     |           |
| 99          | Grekland  | Odysseas Vlachodimos | 26 april 1994     | Panathinaikos (-18)       | A-landslag                                       |           |
| Försvarare  |           |                      |                   |                           |                                                  |           |
| 3           | Spanien   | Álex Grimaldo        | 20 september 1995 | FC Barcelona B (-16)      | U21-landslag                                     |           |
| 6           | Portugal  | Rúben Dias           | 14 maj 1997       | SL Benfica                | A-landslag                                       |           |
| 23          | Nigeria   | Tyronne Ebuehi       | 16 december 1995  | ADO Den Haag (-18)        | A-landslag                                       |           |
| 33          | Brasilien | Jardel               | 29 mars 1986      | Desportivo Brasil (-11)   | -                                                |           |
| 34          | Portugal  | André Almeida        | 10 september 1990 | Belenenses (-11)          | A-landslag                                       |           |
| 71          | Portugal  | Nuno Tavares         | 26 januari 2000   | Casa Pia (-17)            | U21-landslag                                     |           |
| 84          | Portugal  | Tomás Tavares        | 7 mars 2001       | SL Benfica                | U19-landslag                                     |           |
| 97          | Portugal  | Ferro                | 26 mars 1997      | SL Benfica                | U21-landslag                                     |           |
| Mittfältare |           |                      |                   |                           |                                                  |           |
| 8           | Brasilien | Gabriel              | 18 september 1993 | Leganés (-18)             | -                                                |           |
| 11          | Argentina | Franco Cervi         | 26 maj 1994       | Rosario Central (-16)     | A-landslag                                       |           |
| 17          | Serbien   | Andrija Živković     | 11 juli 1996      | Partizan (-16)            | A-landslag                                       |           |
| 18          | Portugal  | Chiquinho            | 19 juli 1995      | Moreirense (-19)          | -                                                |           |
| 21          | Portugal  | Pizzi                | 6 oktober 1989    | Atlético Madrid (-13)     | A-landslag                                       |           |
| 22          | Grekland  | Andreas Samaris      | 13 juni 1989      | Olympiakos (-14)          | A-landslag                                       |           |
| 27          | Portugal  | Rafa Silva           | 17 maj 1993       | Braga (-16)               | A-landslag                                       |           |
| 28          | Tyskland  | Julian Weigl         | 8 september 1995  | Borussia Dortmund (-20)   | A-landslag                                       |           |
| 49          | Marocko   | Adel Taarabt         | 24 maj 1989       | Queens Park Rangers (-15) | A-landslag                                       |           |
| 61          | Portugal  | Florentino Luís      | 19 augusti 1999   | Real (-10)                | U20-landslag                                     |           |
| 92          | Portugal  | David Tavares        | 18 mars 1999      | Sporting Lissabon (-16)   | U19-landslag                                     |           |
| Anfallare   |           |                      |                   |                           |                                                  |           |
| 14          | Schweiz   | Haris Seferović      | 22 februari 1992  | Eintracht Frankfurt (-17) | A-landslag                                       |           |
| 20          | Portugal  | Dyego Sousa          | 14 september 1989 | Shenzhen (-20)            | A-landslag                                       |           |
| 73          | Portugal  | Jota                 | 30 mars 1999      | SL Benfica                | U21-landslag                                     |           |
| 95          | Brasilien | Carlos Vinícius      | 25 mars 1995      | Napoli (-19)              | -                                                |           |

### Nr 29
Sedan 2004 använder ingen i Benfica tröja nr 29. Tröjan blev pensionerad för att hedra minnet av Miklós Fehér. Fehér dog tragiskt på grund av en hjärtinfarkt under en match med sitt lag Benfica mot Vitória Guimarães i en portugisisk ligamatch.

## Kända spelare och tränare
- Eusébio
- José Águas
- Zlatko Zahovic
- Mário Coluna
- Torres
- Álvaro Magalhães
- António Oliveira
- Artur Jorge
- Humberto Coelho
- Rui Jordão
- Fernando Chalana
- Nené
- Rui Águas
- Paulo Sousa
- João Pinto
- Paulo Futre
- Maniche
- Rui Costa
- Paulo Bento
- Vitor Paneira
- Michel Preud'homme
- Valdo
- Mozer
- Aldair
- Fernando Meira
- Miguel
- Petit
- Simão
- Tiago
- Karel Poborský
- Nuno Gomes
- Ángel Di María
- Óscar Cardozo
- Nemanja Matić

## Svenska spelare
- Anders Andersson
- Martin Pringle
- Stefan Schwarz
- Jonas Thern
- Sven-Göran Eriksson (tränare)
- Glenn Strömberg
- Mats Magnusson
- Victor Nilsson Lindelöf
- Erdal Rakip